# زندن (بایرن)
شهر زندن (به آلمانی: Senden) در ایالت بایرن در کشور آلمان واقع شده‌است.